# Midway
Midway (haw. Kuaihelani, także Pihemanu) – atol leżący w archipelagu Hawajów, w grupie Północno-Zachodnich Wysp Hawajskich. Administracyjnie jest jedynym atolem archipelagu hawajskiego, który nie należy do stanu Hawaje, tylko stanowi odrębne terytorium nieinkorporowane Stanów Zjednoczonych. Wyspy obecnie zamieszkuje tylko personel United States Fish and Wildlife Service (brak stałych mieszkańców).

## Geografia
Midway to owalny atol, składający się z pierścienia rafy koralowej o średnicy ok. 8 km otaczającej lagunę o głębokości sięgającej 15 m w centralnej części. Większość rafy tworzy ciągłą barierę, szczególnie po stronach północnej i wschodniej. Od zachodu znajduje się wejście do laguny, w którym jest tylko kilka skrawków rafy. W południowej części atolu znajdują się trzy niewielkie, niskie wyspy: Sand Island (4,56 km²), Eastern Island (1,36 km²) i Spit Island (0,05 km²), łącznie mające powierzchnię 5,9 km². Jest to największa powierzchnia lądowa w łańcuchu Północno-Zachodnich Wysp Hawajskich. Otaczające je rafy mają 356 km² powierzchni. Sand Island była pierwotnie pokryta prawie wyłącznie piaskiem, a jej najwyższe wzniesienie mierzyło 13 m n.p.m.; ludzie posadzili na niej trawy, krzewy i drzewa. Eastern Island to trójkątna wyspa zbudowana z bardziej zwartej gleby, która była porośnięta roślinami jeszcze przed odkryciem. Pomiędzy Sand Island a Spit i Eastern Island znajdowało się przejście w barierze rafy wystarczające dla łodzi, które zostało potem sztucznie powiększone.
Atol Midway jest oddalony o około 50 mil (80 km) na wschód od Kure i ok. 90 mil (145 km) od Pearl i Hermes. Od Honolulu dzieli go 2110 km.

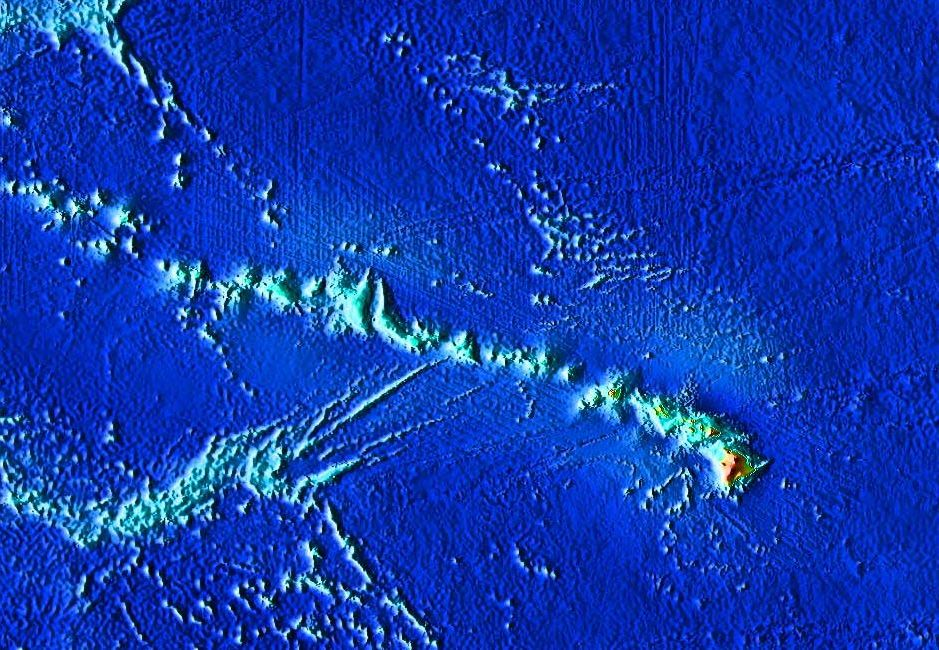
Grzbiet Hawajski: mapa ukształtowania dna morskiego

Koralowy atol narósł na szczycie dawnego wulkanu tarczowego, który wygasł wskutek przesunięcia się płyty pacyficznej sponad hawajskiej plamy gorąca, po czym uległ erozji. Datowanie metodą potasowo-argonową pozwoliło określić, że wulkan był aktywny 28,7 ± 0,6 miliona lat temu (oligocen).
Atol Midway stanowi część Papahānaumokuākea Marine National Monument. Na Sand Island istnieje port lotniczy Henderson Field, który stanowi awaryjne miejsce lądowania dla wszystkich samolotów przemierzających Pacyfik.

## Klimat
Klimat archipelagu Hawajów przez cały rok jest łagodny, o małej zmienności. Przeważają wiatry z północnego wschodu. Latem dominujący wpływ wywiera na niego wyż północnego Oceanu Spokojnego; zimą, szczególnie od listopada do stycznia, niż aleucki przemieszcza się na południe i może stać się dominujący w tym regionie. Temperatury powietrza na Midway zmieniają się w ciągu roku w zakresie 11–33 °C. Najsilniejszy huragan zarejestrowany w tym regionie to huragan Patsy z 1959 roku, który przechodząc między Midway a Kure osiągał prędkość wiatru ponad 115 mi/h (185,07 km/h).

## Historia
Nie ma archeologicznych świadectw bytności ludzi na Midway, ale w tradycji ustnej zachowały się opowieści świadczące o tym, że rdzenni Hawajczycy wiedzieli o istnieniu Północno-Zachodnich Wysp Hawajskich. Kulturowo były one uznawane za krainy przodków, nieprzeznaczone dla żyjących. Badacze kultury hawajskiej powiązali atol Midway z nazwą Kuaihelani, oznaczającą „kręgosłup nieba”; w mitach opisywano to miejsce jako wyspę unoszącą się na niebie. Może to być obrazowe przedstawienie tego, że otwarte wody lagun często odbijają obraz nieba, sprawiając wrażenie, jakby wyspy unosiły się w powietrzu. W mitach i pieśniach jest wiele odniesień do tego miejsca jako położonego w północno-zachodniej części archipelagu; to stamtąd bogowie ‘Au-kele-nui-‘aikū, Mo‘o-i-nānea, Pele, dziadkowie Kamapua‘a, Kea-nini-‘ula-ka-lani, i Ke-ao-melemele mieli wywędrować na główne wyspy Hawajów. To także miejsce, gdzie Kāne i Kanaloa piją kavę w towarzystwie duchów. Miejsce to pojawia się także w innych opowieściach. Późniejsza hawajska nazwa Pihemanu oznacza „głośny zgiełk ptaków” i nawiązuje do wielkiej liczebności ptaków morskich na atolu.
8 czerwca 1859 roku Midway odkrył N.C. Brooks z barku „Gambia” i nazwał je Middlebrook Islands. Brooks objął je w posiadanie w imieniu Stanów Zjednoczonych na mocy Ustawy o wyspach z guanem. Zostało to sformalizowane w 1867, kiedy do wysp dopłynął okręt United States Navy USS „Lackawanna”. 28 sierpnia Stany Zjednoczone oficjalnie przyłączyły te wyspy (wówczas Brooks Island), jako pierwsze terytorium wyspiarskie. Na przełomie XIX i XX wieku wiele statków osiadło na rafach Midway, jako że wyspy są niskie i trudne do zobaczenia na morzu, szczególnie przy niesprzyjającej pogodzie. Jednym z nich był „Wandering Minstrel”, którego katastrofa z 1888 zainspirowała powieść The Wrecker Roberta Louisa Stevensona.

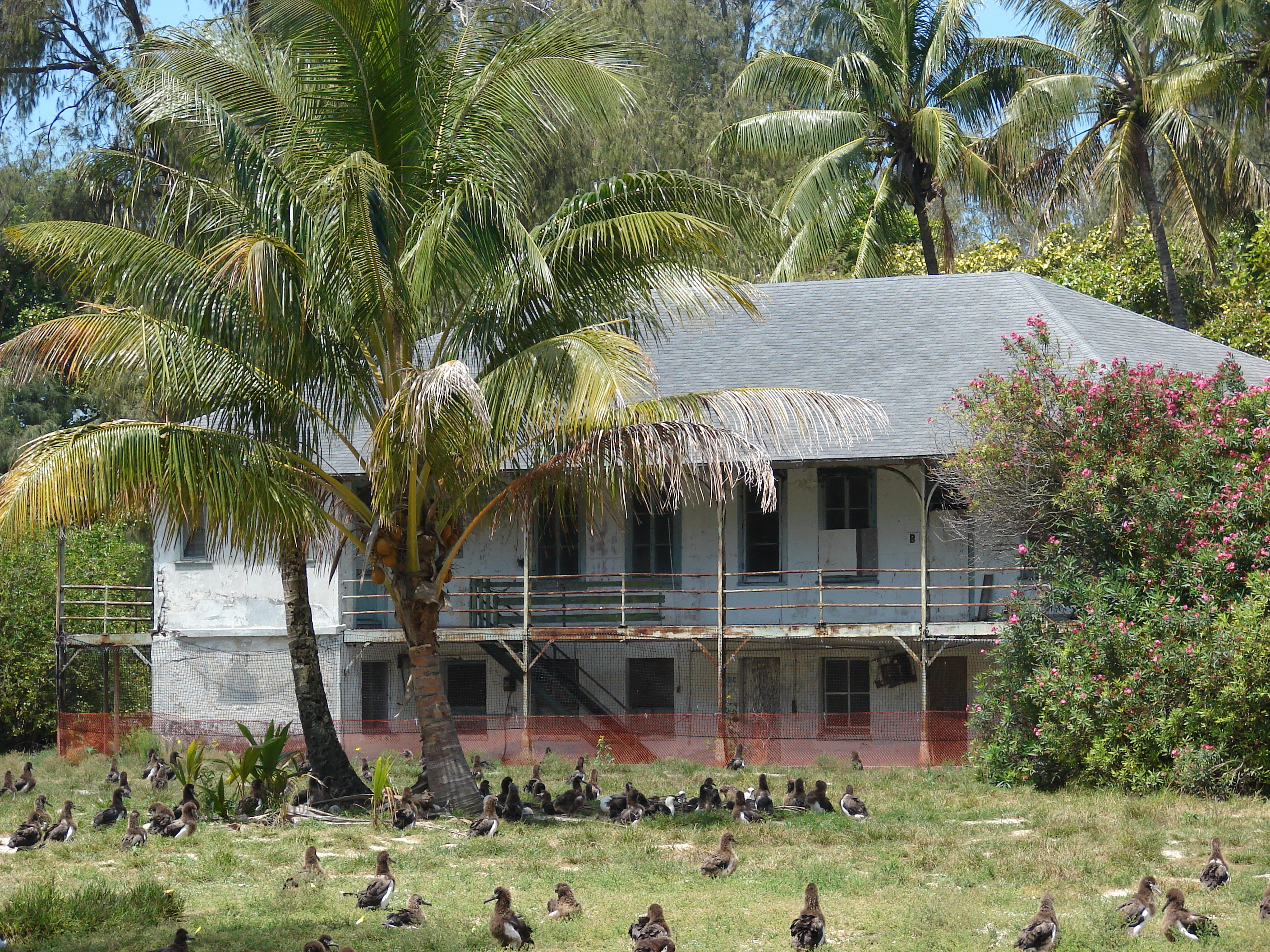
Budynek stacji komunikacji kablowej w 2008 roku

W 1870 amerykański slup wojenny USS „Saginaw” rozpoczął poszerzanie kanału żeglugowego między wyspami. W 1903 roku prezydent Theodore Roosevelt oddał Midway w zarząd United States Navy, aby zapobiec rzezi ptaków morskich przez kłusowników. W tym samym roku położono transoceaniczny kabel telegraficzny przez Pacyfik, wykorzystując centralne położenie Midway. W 1923 odbyła się ekspedycja USS „Tanager”, która jako pierwsza systematycznie badała zasoby naturalne Północno-Zachodnich Wysp Hawajskich. W 1935 roku linie lotnicze Pan American World Airways wykorzystywały Midway jako przystanek w pięciodniowych lotach przez Pacyfik i zbudowały na Sand Island hotel ze sklepami i własną elektrownią.

### II wojna światowa

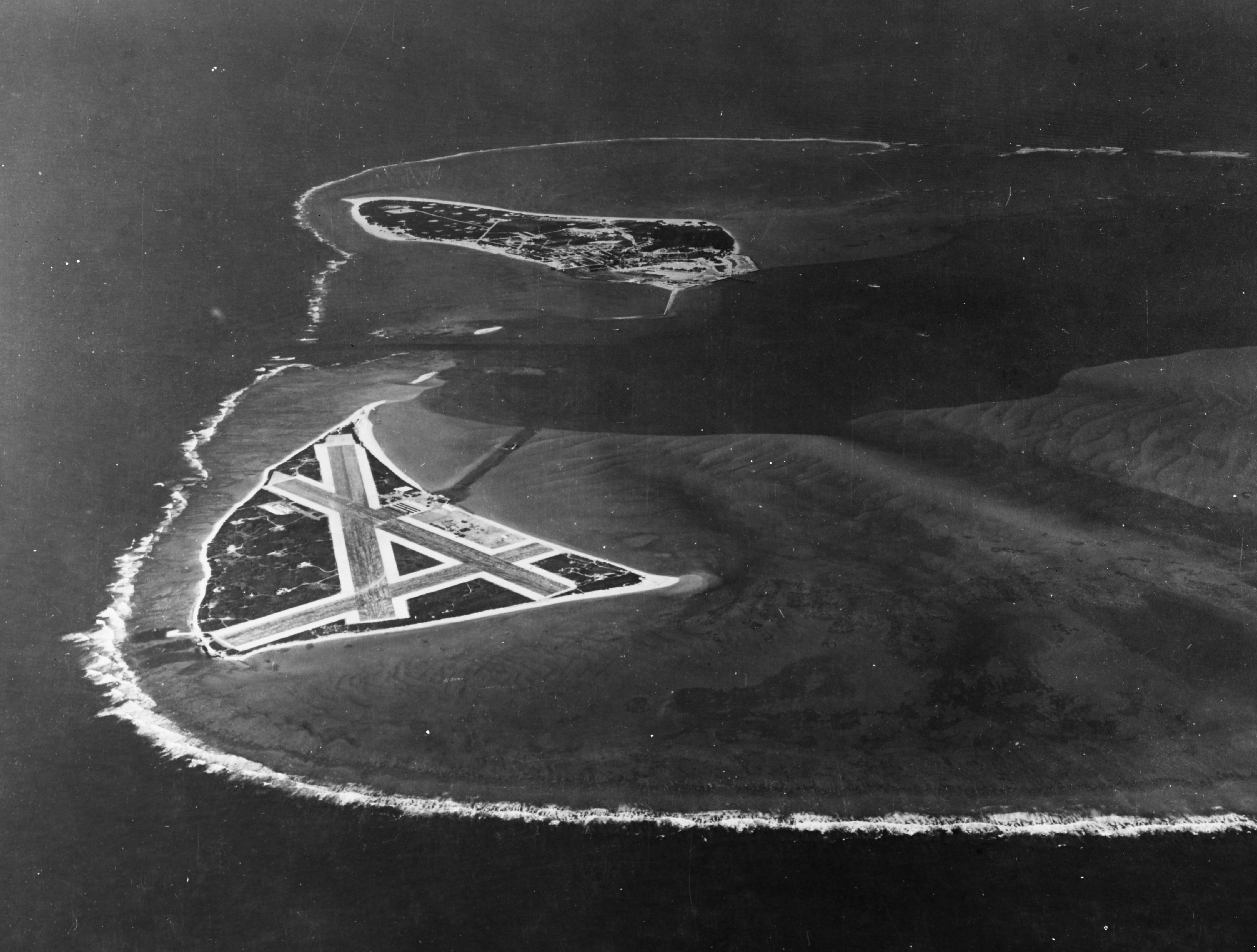
Midway 24 listopada 1941

W 1940 roku Stany Zjednoczone przygotowywały się do włączenia w działania II wojny światowej i rozpoczęły budowę placówki na Midway. Baza lotnicza marynarki wojennej została oddana w 1941 roku, a jej znaczenie strategiczne zostało uznane za niższe jedynie od bazy Pearl Harbor. Po przeprowadzeniu ataku na Pearl Harbor, dwa niszczyciele japońskiej marynarki wojennej ostrzeliwały Midway przez prawie dwie godziny. Następny japoński atak, w wyniku którego rozegrała się bitwa o Midway, okazał się przełomem w II wojnie światowej na Pacyfiku, po którym Cesarstwo Wielkiej Japonii nie odzyskało już inicjatywy. Początkowo mające przewagę siły japońskie zostały rozbite przez Amerykanów. Co najmniej 30 samolotów obu stron rozbiło się w wodach otaczających Midway i Kure; w 2000 roku sekretarz zasobów wewnętrznych Stanów Zjednoczonych ustanowił atol narodowym miejscem pamięci (Battle of Midway National Memorial).

### Zimna wojna
Także po wojnie centralne położenie Midway na Pacyfiku sprawiało, że atol nie stracił strategicznego znaczenia. W 1952 spółka zarządzająca połączeniem telegraficznym powierzyła marynarce wszystkie budynki i sprzęt. Rok później marynarka reaktywowała bazę sił powietrznych i rozpoczęła nasłuch radarowy potencjalnych działań sił radzieckich. Do lat 80. XX w. prowadzono tu nasłuch ruchu okrętów podwodnych. W czasie wojny koreańskiej i wojny wietnamskiej przez Midway przewijały się tysiące osób personelu wojskowego. W 1981 roku lotnisko na Midway ponownie udostępniono lotom cywilnym, redukując obecność wojskową.

### Rezerwat

Nieoficjalna flaga Midway

W 1988 marynarka zaproponowała United States Fish and Wildlife Service utworzenie tu rezerwatu przyrody. W 1996 prezydent Bill Clinton przekazał władzę nad Midway w ręce Departamentu Zasobów Wewnętrznych Stanów Zjednoczonych i atol stał się rezerwatem (National Wildlife Refuge). Marynarka wojenna usunęła wiele budynków, anten, oświetlenie i skażoną glebę, po czym w 1997 oficjalnie opuściła Midway. W 2006 roku prezydent George W. Bush ustanowił Północno-Zachodnie Wyspy Hawajskie pomnikiem narodowym, a w 2010 roku znalazły się one na liście światowego dziedzictwa UNESCO.

## Przyroda
Roślinność i entomofauna Midway uległy dużym zmianom przez sto lat ludzkiej ingerencji. Począwszy od budowy stacji komunikacji kablowej na początku XX wieku, ludzie zaczęli przekształcać jałową, piaszczystą Sand Island. Przywieziono tu ok. 9 tys. ton gleby z Honolulu, m.in. tworząc ogrody warzywne. Sprowadzono piaskownicę zwyczajną z San Francisco, która ustabilizowała ruchome piaski i drzewa, w szczególności rzewnię skrzypolistną, dla osłony przed wiatrem i dla ozdoby. Sprowadzone zostały tu także obce dla Hawajów kanarki i pochodzące z niedalekiej wyspy Laysan ptaki: hawajka grubodzioba i karliczka hawajska. W 1943 roku na Midway dotarły szczury śniade, które doprowadziły do wymarcia tutejszych populacji karliczki i hawajki, a także sprawiły, że populacja petrela bonińskiego spadła z około 500 tysięcy osobników do poniżej 5 tysięcy w latach 80.
Współcześnie podejście do zagospodarowania przyrody atolu uległo zmianie. United States Navy, United States Fish and Wildlife Service i Departament Rolnictwa Stanów Zjednoczonych wytępiły szczury na atolu; problemem wciąż pozostają zawleczone tu myszy domowe, które od 2015 roku zaczęły nocami atakować albatrosy, raniąc i zabijając ptaki. Z Eastern Island usunięto zagajnik rzewni, a nowe siewki są na bieżąco likwidowane. W 2008 oceniano, że około 30% powierzchni wysp pokrywają struktury stworzone przez ludzi (lądowiska, budynki), 23% porastają trawy i zioła, 22% krzewy, 18% drzewa, a 7% piasek i goła ziemia. Tylko ok. 0,23% stanowią tereny podmokłe. 3/4 roślin na Midway to gatunki introdukowane.
Na Midway znajdują się największe kolonie lęgowe albatrosów ciemnolicych i albatrosów czarnonogich na świecie. Innymi mieszkańcami atolu są faeton czerwonosterny, atolówka, rybołówka brunatna i atolowa oraz burzykowate. Do rzadkich gości zalicza się albatros krótkosterny. Ogółem ocenia się, że na Midway gnieżdżą się prawie 2 miliony ptaków z 19 gatunków. W 2004 i 2005 roku na Midway sprowadzono z Laysan krytycznie zagrożone krzyżówki białookie.
W wodach otaczających Midway żyje ponad 250 gatunków ryb, w tym rzadki Hyporthodus quernus. Poza rafami występują ryby pelagiczne, takie jak tuńczyki i żaglicowate. Stwierdzono tu 16 gatunków korali madreporowych; z dwóch gatunków traw morskich jeden jest endemitem, a drugi nie był wcześniej stwierdzony w archipelagu Hawajów.